# Butbro
Butbro  ist eine Ortschaft (tätort) in der schwedischen Provinz Östergötlands län und der historischen Provinz Östergötland.
Butbro liegt etwa drei Kilometer östlich vom Hauptort der Gemeinde Finspång, Finspång, entfernt. Durch den Ort führen der Länsväg E 1167 und der Länsväg E 1166. Der See Gron liegt am südlichen Ende von Butbro; es besteht eine Wasserverbindung zum See Glan und in die Ostsee.
Eine Bahnverbindung Finspång–Butbro–Yxviken – hauptsächlich für den Güterverkehr – existiert seit den 1960er Jahren nicht mehr.
Die Einwohnerzahl von Butbro ist in den letzten Jahrzehnten von 200 auf knapp 300 angestiegen.